# Dwór w Dydni
Dwór w Dydni – zabytkowy dwór wybudowany na początku XIX w., znajdujący się w miejscowości Dydnia w powiecie brzozowskim.

## Opis
Poprzedni dwór zapewne drewniany wzmiankowany był w 1752. Obecnie istniejący powstał na początku XIX w. W XVIII w. Dydnia była własnością biskupa Wacława Hieronima Sierakowskiego, a od 1855 Feliksa Pohoreckiego. Szlachetny w swej prostej klasycyzującej formie dwór to budynek parterowy, murowany z cegły, na rzucie prostokąta, nakryty czterospadowym dachem z wystawkami z obu stron. 
Układ wnętrz z sienią i salonem na osi. W niektórych pomieszczeniach parkiety w układzie geometrycznym. W końcu lat 20. XX w. majątek należał do Bolesława Dydyńskiego i liczył 690 ha.
W 1956 dwór zdeformowano wykonując remont adaptujący go na sklep i magazyn. W 2008 prawie cały park wycięto, a istniejący jeszcze fragment stawu zasypano. Z założenia dworskiego zachowała się oficyna i wzniesiony około połowy XIX w. spichlerz o dwóch kondygnacjach. Przyziemie murowane, piętro drewniane. 

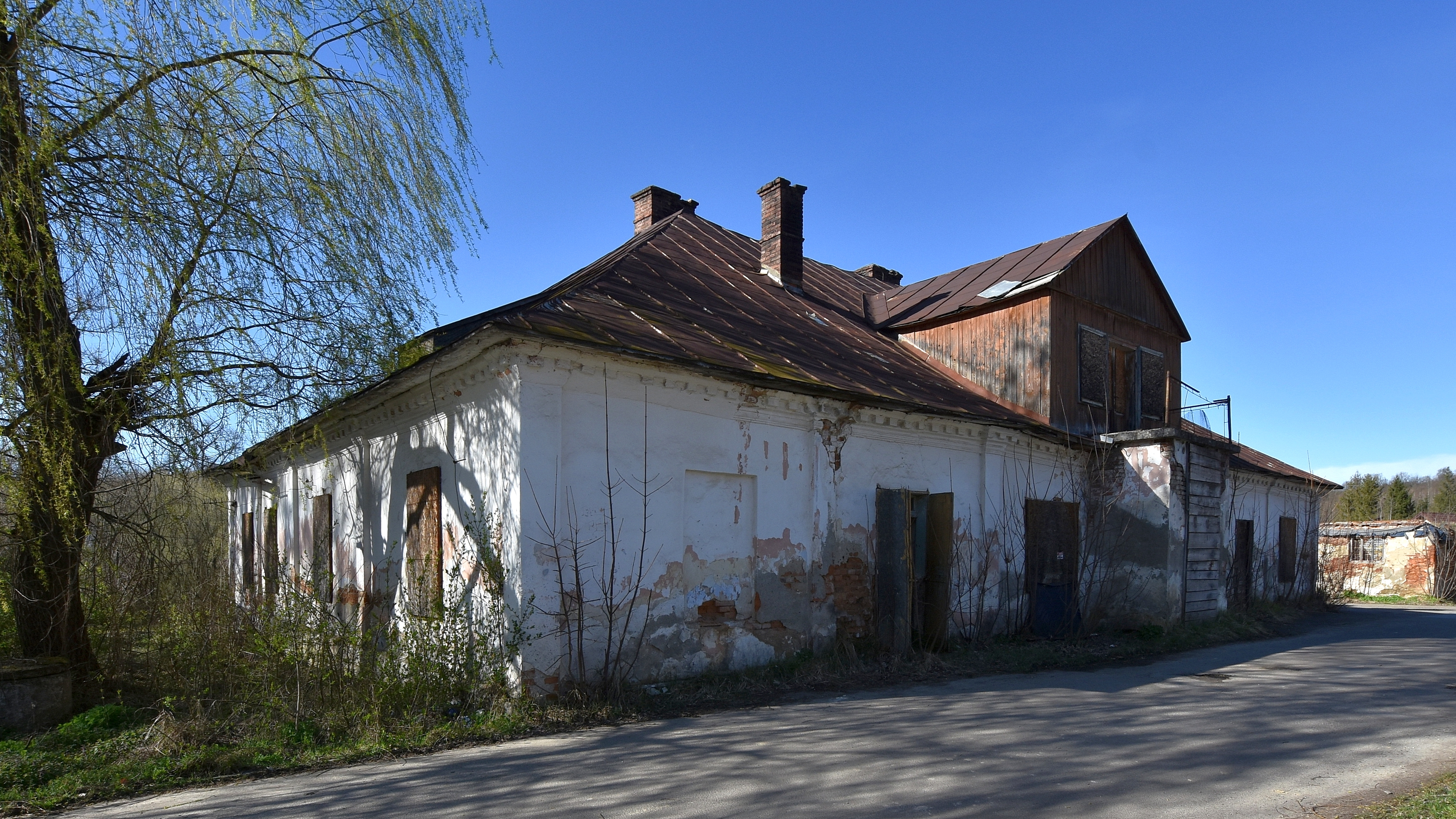
Dwór, elewacja frontowa
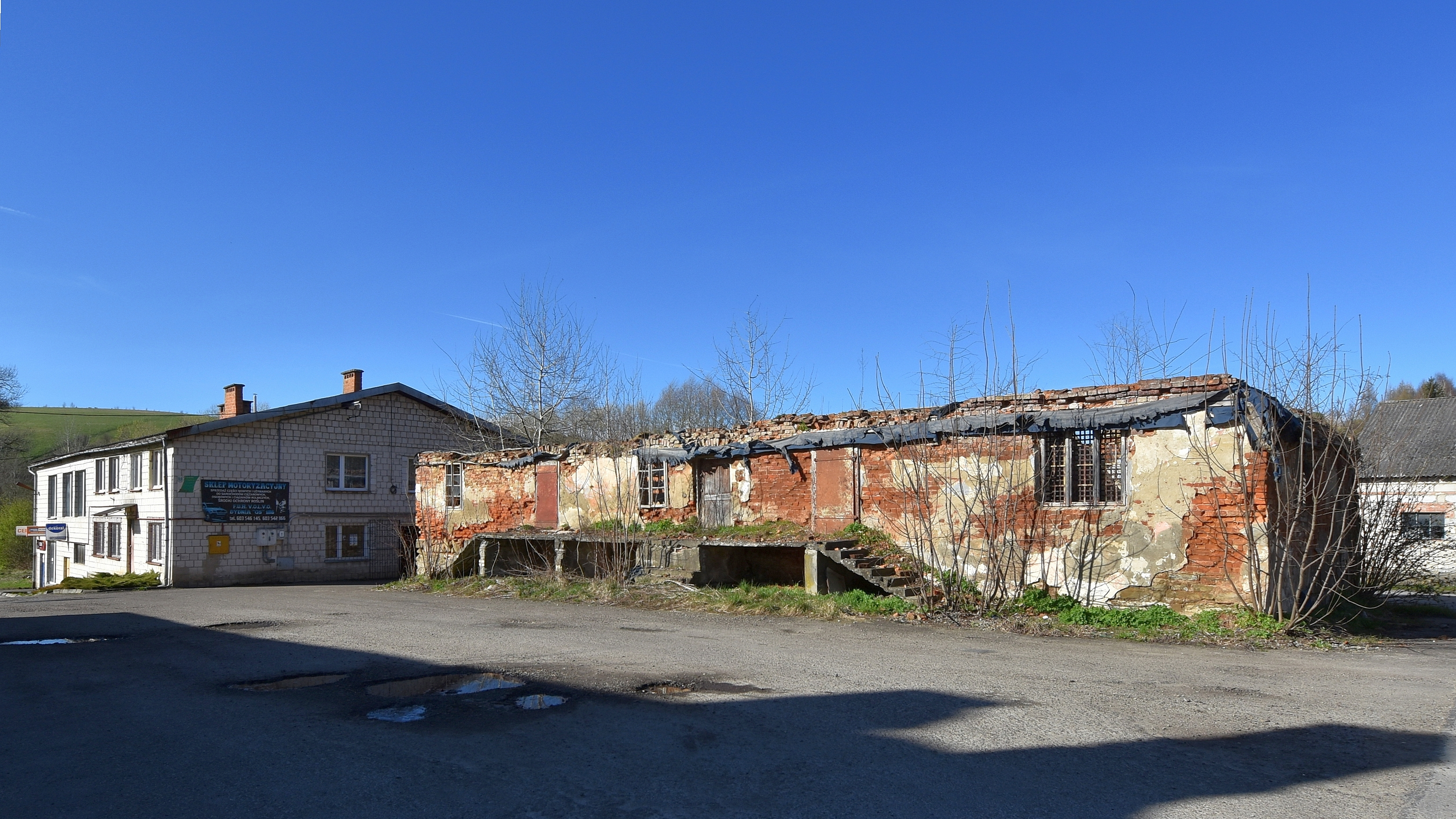
Oficyna
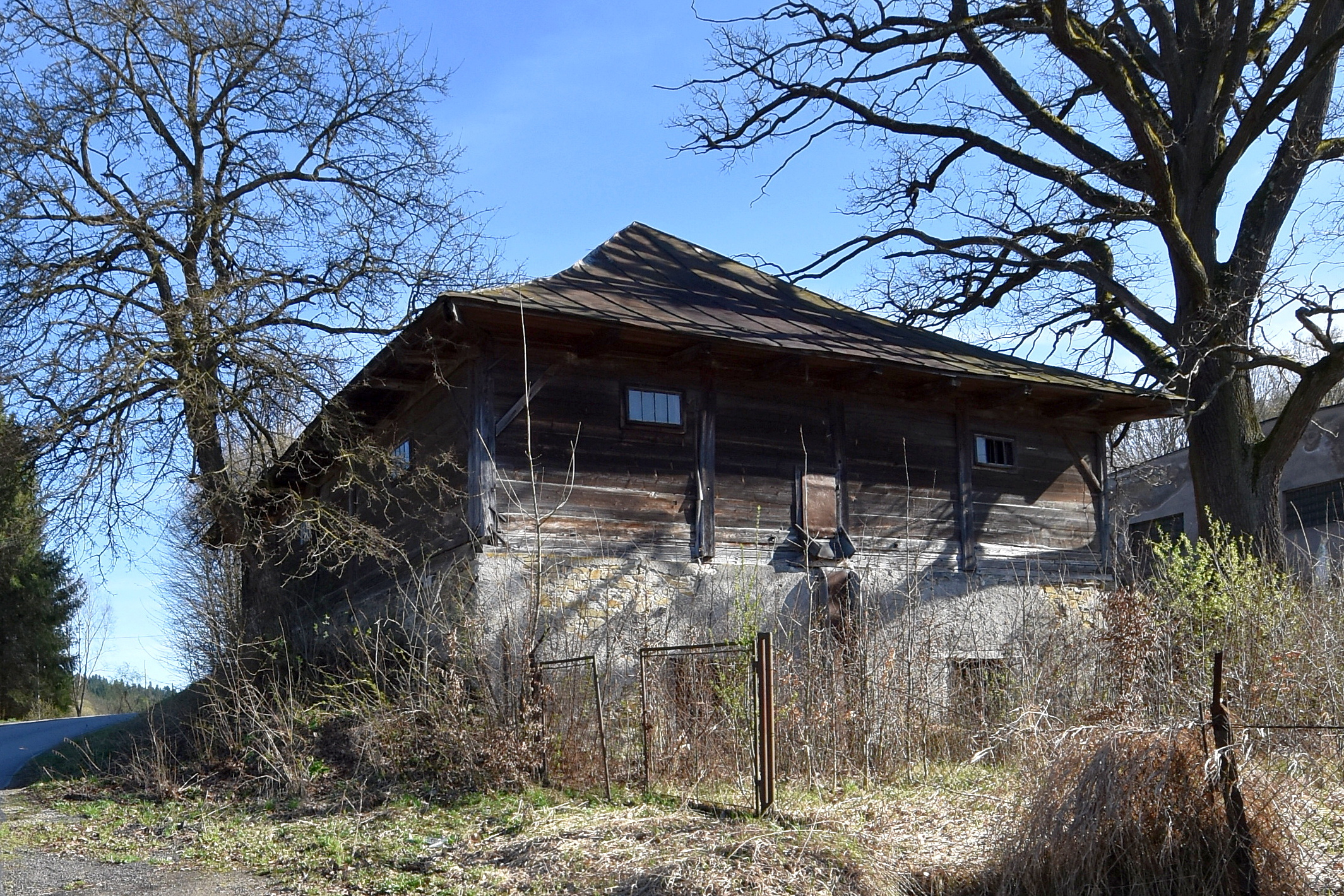
Spichlerz